# Alliance nationale de recherche pour l'environnement
 (octobre 2010).
Si vous disposez d'ouvrages ou d'articles de référence ou si vous connaissez des sites web de qualité traitant du thème abordé ici, merci de compléter l'article en donnant les références utiles à sa vérifiabilité et en les liant à la section « Notes et références ».

Logo.

L'Alliance nationale de recherche pour l'environnement (AllEnvi) est une alliance nationale de la recherche publique pour l'environnement dont but affiché est de « contribuer à faire de la France l’un des acteurs de référence des sciences et technologies de l’environnement et de l’alimentation au sein de l’espace européen de la recherche ».
AllEnvi est une des cinq alliances qui fédèrent la recherche publique française autour de thèmes transverses, travaillés par plusieurs organismes. 

## Historique
En 2009, la stratégie nationale pour la recherche et l’innovation conduit à une structuration de la programmation de la recherche au niveau national qui se traduit par la création d’alliances entre organismes de la recherche publique française sur plusieurs thématiques.  
AllEnvi est créé en février 2010 pour coordonner la thématique de l'environnement. Les autres alliances sont Ancre sur le thème de l'énergie, AVIESAN sur celui de la santé, Allistène sur le numérique et Athéna sur la thématique des sciences humaines et sociales.

## Description et mission
Onze organismes publics de recherche ainsi que les universités représentées par la conférence des présidents (CPU) se sont unis début 2010 pour créer l’Alliance nationale de recherche pour l’environnement. La mission d'AllEnvi est de « fédérer, programmer et coordonner la recherche environnementale française pour relever les grands défis sociétaux de l'alimentation, de l'eau, du climat et des territoires »,,.
Par exemple, en octobre 2019, AllEnvi a publié un rapport prospectif sur la montée des eaux dans le monde.

## Membres
L’alliance est constituée de douze membres fondateurs et de membres associés.
Les douze membres fondateurs d’AllEnvi sont le BRGM, le CEA, l'Irstea, le Cirad, le CNRS, le CPU, l'Ifremer, l'INRA, l'IRD,  l'IFSTTAR, Météo-France, le Muséum national d'histoire naturelle.
Les quinze membres associés sont l'IAVFF, l'Andra, l'Anses, la CDEFI, le Cerema, la Conférence des grandes écoles, la FRB, l'IFP, l'IGN, l'Ineris, l'Inria, l'Ipev, l'IRSN, le LNE, le Shom.
L'Inserm et le CSTB ne sont pas membres d'AllEnvi.

## Événements et Publication de travaux
- Séminaire "Risques et Catastrophes Naturels" organisé par l’ANR et les Alliances de recherche AllEnvi et Athéna le 21 novembre 2019[10].
- Séminaire de "Réflexion sur les nouvelles attentes des consommateurs et leurs impacts sociaux, économiques et sanitaires" organisé par AllEnvi le mercredi 20 décembre 2017[11].
- Feuille de route "Pour une Transition Ecologique", septembre 2012[12].
- Tribune AllEnvi " La pandémie de Covid-19 est étroitement liée à la question de l'environnement"[13]